# Dosenrode
Dosenrode er en i direkte mandslinje uddød uradelig slægt fra Holsten, kendt med ridderen Otto Dosenrode fra 1283, hvoraf mange medlemmer var i Danmark. Et segl kendes fra 1366, efterkommerne bruger i blåt en hvid zigzag skråbjælke. Ridderen Sigfred Dosenrode var vidne for dronning Margrethe 1401. Henneke Dosenrode var vidne til traktat 1411 om en 5-årig fred mellem kong Erik af Pommern, hertuginde Elisabeth af Slesvig og grev Henrik af Holsten. Slægtens sidste mand var Volrad Dosenrode (død 1476). Slægten har besiddet gods i Hanherred, Thy og på Mors, og gør det i dag i Vendsyssel. 